# Список вице-губернаторов Миннесоты
Вице-губернатор штата Миннесота является конституционным должностным лицом в исполнительной власти штата. Он является первым заместителем губернатора Миннесоты.
Согласно Конституции Миннесоты (статья 5), к кандидату в вице-губернаторы предъявляются те же требования, что и к кандидату в губернаторы: каждый из них должен достичь возраста 25 лет и быть добросовестным жителем штата в течение одного года, предшествующего его избранию, а также должен быть гражданином Соединенных Штатов.
Должность существует с момента образования штата в 1858 году, за это время её занимали 50 человек.
В обязанности вице-губернатора Миннесоты входит замещать губернатора по всем вопросам, а также исполнять его обязанности в случае его отсутствия, отставки или смерти. Губернатор может подать письменное распоряжение государственному секретарю штата о делегировании вице-губернатору любых своих полномочий, обязанностей, ответственности или функций. Будучи ключевым членом кабинета губернатора, вице-губернатор принимает участие в обсуждениях по всем основным политическим и бюджетным решениям. Кроме того, вице-губернатор является членом Исполнительного совета и, среди прочего, возглавляет Совет по архитектурному планированию района Капитолия.
В 1886 году выборы были перенесены с нечетных лет на четные. Начиная с выборов 1962 года срок полномочий вице-губернатора увеличился с двух до четырех лет. До выборов 1974 года губернаторы и вице-губернаторы избирались раздельным голосованием, при этом вице-губернатор обладал независимыми законодательными полномочиями в качестве председателя сената штата. С 1974 года вице-губернатор освобождается от обязанности председательствовать в сенате и избирается по совместному с губернатором списку, подобно тому, как в общенациональном масштабе избираются президент и вице-президент США.
Марлен Джонсон, избранная в 1982 году в качестве напарницы Руди Перпича, была первой женщиной-вице-губернатором Миннесоты. Все восемь ее преемников на этом посту также были женщинами. Нынешний вице-губернатор, Пегги Фланаган, — первая цветная женщина, избранная на должность уровня штата в Миннесоте, и наиболее высокопоставленная женщина из числа коренных американцев на выборной должности в США.
Вице-губернаторы Миннесоты принадлежали к следующим партиям:
| #   | Наименование (рус.)                                 | Наименование (англ.) ссылки ведут на англоязычные статьи | Количество вице-губернаторов | Примечания                                                                     |
| --- | --------------------------------------------------- | -------------------------------------------------------- | ---------------------------- | ------------------------------------------------------------------------------ |
| R   | Республиканская партия Миннесоты                    | Republican Party of Minnesota                            | 36                           | Отделение Республиканской партии                                               |
| IR  | Независимая республиканская партия Миннесоты        | Republican Party of Minnesota                            | 36                           | После Уотергейтского скандала с 1975 по 1995 год название партии было изменено |
| IAP | Партия реформ / Независимая                         | Independence-Alliance Party                              | 1                            |                                                                                |
| D   | Демократическая партия Миннесоты                    | Minnesota Democratic Party                               | 1                            | Отделение Демократической партии                                               |
| FL  | Фермерско-трудовая партия Миннесоты                 | Minnesota Farmer–Labor Party                             | 4                            |                                                                                |
| DFL | Демократическая фермерско-трудовая партия Миннесоты | Minnesota Democratic–Farmer–Labor Party                  | 8                            | Создана объединением Демократической и Фермерско-трудовой партий Миннесоты     |

Список вице-губернаторов Миннесоты:
| #        | Имя, годы жизни                                            | Партия   | Вступил(а) в должность | Покинул(а) должность | #  | Губернатор           | Партия | Примечания |
| -------- | ---------------------------------------------------------- | -------- | ---------------------- | -------------------- | -- | -------------------- | ------ | --- |
| 1        | Вильям Холкомб (1804-1870) англ. William Holcombe          | D        | 24 мая 1858            | 2 января 1860        | 1  | Генри Сибли          | D      | |
| 2        | Игнатиус Доннели (1821-1901)                               | R        | 2 января 1860          | 4 марта 1863         | 2  | Александер Рэмзи     | R      | |
| 3        | Генри Свифт (1823-1869) англ. Henry Adoniram Swift         | R        | 4 марта 1863           | 10 июля 1863         | 2  | Александер Рэмзи     | R      | вступил в должность губернатора Миннесоты в связи с избранием Александера Рэмзи сенатором США                                       |
| вакантно | вакантно                                                   | вакантно | вакантно               | вакантно             | 3  | Генри Свифт          | R      | |
| 4        | Чарльз Шервуд (1833-1895) англ. Charles D. Sherwood        | R        | 11 января 1864         | 8 января 1866        | 4  | Стивен Миллер        | R      | |
| 5        | Томас Армстронг (1829-1891) англ. Thomas H. Armstrong      | R        | 8 января 1866          | 7 января 1870        | 5  | Уильям Рейни Маршалл | R      | |
| 6        | Уильям Йель (1831-1917)                                    | R        | 7 января 1870          | 9 января 1874        | 6  | Гораций Остин        | R      | |
| 7        | Альфонсо Барто (1834-1899) англ. Alphonso Barto            | R        | 9 января 1874          | 7 января 1876        | 7  | Кашмен Келлог Дэвис  | R      | |
| 8        | Джеймс Уэйкфилд (1825-1910) англ. James Wakefield          | R        | 7 января 1876          | 10 января 1880       | 8  | Джон Пилсбери        | R      | |
| 9        | Чарльз Гилман (1833-1927) англ. Charles A. Gilman          | R        | 10 января 1880         | 4 января 1887        | 8  | Джон Пилсбери        | R      | |
| 9        | Чарльз Гилман (1833-1927) англ. Charles A. Gilman          | R        | 10 января 1880         | 4 января 1887        | 9  | Люциус Хаббард       | R      | |
| 10       | Альберт Райс (1845-1921) англ. Albert E. Rice              | R        | 4 января 1887          | 5 января 1891        | 10 | Эндрю Райан Макгилл  | R      | |
| 10       | Альберт Райс (1845-1921) англ. Albert E. Rice              | R        | 4 января 1887          | 5 января 1891        | 11 | Уильям Раш Мерриам   | R      | |
| 11       | Гидеон Айвз (1846-1927) англ. Gideon S. Ives               | R        | 5 января 1891          | 3 января 1893        | 11 | Уильям Раш Мерриам   | R      | |
| 11       | Гидеон Айвз (1846-1927) англ. Gideon S. Ives               | R        | 5 января 1891          | 3 января 1893        | 12 | Ньют Нельсон         | R      | |
| 12       | Дейвид Клаф (1846-1924) англ. David Marston Clough         | R        | 3 января 1893          | 31 января 1895       | 12 | Ньют Нельсон         | R      | |
| 13       | Фрэнк Дей (1855-1928) англ. Frank A. Day                   | R        | 31 января 1895         | 5 января 1897        | 13 | Дейвид Клаф          | R      | |
| 14       | Джон Гиббс (1838-1908) англ. John L. Gibbs                 | R        | 5 января 1897          | 3 января 1899        | 13 | Дейвид Клаф          | R      | |
| 15       | Линдон Смит (1854-1918) англ. Lyndon A. Smith              | R        | 3 января 1899          | 5 января 1903        | 14 | Джон Линд            | D      | |
| 15       | Линдон Смит (1854-1918) англ. Lyndon A. Smith              | R        | 3 января 1899          | 5 января 1903        | 15 | Сэмюель Ван Сант     | R      | |
| 16       | Рэй Джонс (1855-1919) англ. Ray W. Jones                   | R        | 5 января 1903          | 7 января 1907        | 15 | Сэмюель Ван Сант     | R      | |
| 16       | Рэй Джонс (1855-1919) англ. Ray W. Jones                   | R        | 5 января 1903          | 7 января 1907        | 16 | Джон Альберт Джонсон | D      | |
| 17       | Адольф Эберхарт (1870-1944) англ. Adolph Olson Eberhart    | R        | 7 января 1907          | 21 сентября 1909     | 16 | Джон Альберт Джонсон | D      | вступил в должность губернатора Миннесоты в связи со смертью Джона Альберта Джонсона                                                |
| 18       | Эдвард Эверет Смит (1861-1931) англ. Edward Everett Smith  | R        | 25 сентября 1909       | 3 января 1911        | 17 | Адольф Эберхарт      | R      | |
| 19       | Самюэль Гордон (1861-1940) англ. Samuel Y. Gordon          | R        | 3 января 1911          | 7 января 1913        | 17 | Адольф Эберхарт      | R      | |
| 20       | Джозеф Бёрнкуист (1879-1961) англ. Joseph A. A. Burnquist  | R        | 7 января 1913          | 30 декабря 1915      | 17 | Адольф Эберхарт      | R      | вступил в должность губернатора Миннесоты в связи со смертью Уинфилда Хаммонда                                                      |
| 20       | Джозеф Бёрнкуист (1879-1961) англ. Joseph A. A. Burnquist  | R        | 7 января 1913          | 30 декабря 1915      | 18 | Уинфилд Хаммонд      | D      | вступил в должность губернатора Миннесоты в связи со смертью Уинфилда Хаммонда                                                      |
| вакантно | вакантно                                                   | вакантно | вакантно               | вакантно             | 19 | Джозеф Бёрнкуист     | R      | |
| 21       | Джордж Салливан (1867-1935) англ. George H. Sullivan       | R        | 28 октября 1916        | 2 января 1917        | 19 | Джозеф Бёрнкуист     | R      | |
| 22       | Томас Фрэнксон (1869-1939) англ. Thomas Frankson           | R        | 2 января 1917          | 4 января 1921        | 19 | Джозеф Бёрнкуист     | R      | |
| 23       | Луис Коллинз (1882-1950) англ. Louis L. Collins            | R        | 4 января 1921          | 6 января 1925        | 20 | Джейкоб Прюс         | R      | |
| 24       | Уильям Нолан (1874-1943) англ. William I. Nolan            | R        | 6 января 1925          | 17 июня 1929         | 21 | Теодор Кристенсон    | R      | избран в Палату Представителей США                                                                                                  |
| 25       | Чарльз Эдвард Адамс (1867-1936) англ. Charles Edward Adams | R        | 25 июня 1929           | 6 января 1931        | 21 | Теодор Кристенсон    | R      | |
| 26       | Генри Аренс (1873-1963) англ. Henry M. Arens               | FL       | 6 января 1931          | 3 января 1933        | 22 | Флойд Олсон          | FL     | |
| 27       | Конрад Солберг (1874-1954) англ. Konrad K. Solberg         | FL       | 3 января 1933          | 8 января 1935        | 22 | Флойд Олсон          | FL     | |
| 28       | Хьялмар Петерсон (1890-1968) англ. Hjalmar Petersen        | FL       | 8 января 1935          | 24 августа 1936      | 22 | Флойд Олсон          | FL     | вступил в должность губернатора Миннесоты в связи со смертью Флойда Олсона                                                          |
|          | Уильям Ричардсон (1874-1945) англ. William B. Richardson   | R        | 24 августа 1936        | 1 января 1937        | 23 | Хьялмар Петерсон     | FL     | временный президент Сената Миннесоты, исполнял обязанности вице-губернатора, но к присяге приведен не был                           |
| 29       | Готфрид Линдстен (1887-1961) англ. Gottfrid Lindsten       | FL       | 5 января 1937          | 2 января 1939        | 24 | Элмер Остин Бенсон   | FL     | |
| 30       | Клайд Элмер Андерсон (1912-1998) англ. C. Elmer Anderson   | R        | 2 января 1939          | 4 января 1943        | 25 | Гарольд Стэссен      | R      | |
| 31       | Эдвард Джон Тай (1896-1969) англ. Edward J. Thye           | R        | 4 января 1943          | 27 апреля 1943       | 25 | Гарольд Стэссен      | R      | вступил в должность губернатора Миннесоты в связи с уходом Гарольда Стэссена на военную службу                                      |
| 32       | Арчи Миллер (1886-1958) англ. Archie H. Miller             | R        | 6 мая 1943             | 2 января 1945        | 26 | Эдвард Джон Тай      | R      | |
| 33       | Клайд Элмер Андерсон (1912-1998) англ. C. Elmer Anderson   | R        | 2 января 1945          | 27 сентября 1951     | 27 | Лютер Яндл           | R      | вступил в должность губернатора Миннесоты в связи с избранием Лютера Яндла федеральным судьей                                       |
| вакантно | вакантно                                                   | вакантно | вакантно               | вакантно             | 28 | Клайд Элмер Андерсон | R      | |
| 34       | Анкер Нельсен (1904-1992) англ. Ancher Nelsen              | R        | 5 января 1953          | 1 мая 1953           | 28 | Клайд Элмер Андерсон | R      | подал в отставку для перехода на другую должность                                                                                   |
| вакантно |                                                            |          |                        |                      | 28 | Клайд Элмер Андерсон | R      | |
| 35       | Дональд Райт (1892-1985) англ. Donald O. Wright            | R        | 3 сентября 1954        | 3 января 1955        | 28 | Клайд Элмер Андерсон | R      | временный президент Сената Миннесоты, вступил в должность вице-губернатора после отставки Анкера Нельсена                           |
| 36       | Карл Ролваг (1913-1990) англ. Karl Rolvaag                 | DFL      | 3 января 1955          | 8 января 1963        | 29 | Орвилл Фримен        | DFL    | |
| 36       | Карл Ролваг (1913-1990) англ. Karl Rolvaag                 | DFL      | 3 января 1955          | 8 января 1963        | 30 | Элмер Ли Андерсен    | R      | |
| 37       | Александр Кит (1928-2020) англ. Sandy Keith                | DFL      | 8 января 1963          | 2 января 1967        | 30 | Элмер Ли Андерсен    | R      | |
| 37       | Александр Кит (1928-2020) англ. Sandy Keith                | DFL      | 8 января 1963          | 2 января 1967        | 31 | Карл Ролваг          | DFL    | |
| 38       | Джеймс Гоец (1936-2019) англ. James B. Goetz               | R        | 2 января 1967          | 4 января 1971        | 32 | Гарольд Левандер     | R      | |
| 39       | Руди Перпич (1928-1995) англ. Rudy Perpich                 | DFL      | 4 января 1971          | 29 декабря 1976      | 33 | Уэнделл Андерсон     | DFL    | вступил в должность губернатора Миннесоты в связи с избранием Уэнделла Андерсона сенатором США                                      |
| 40       | Алек Олсон (род. 1930) англ. Alec G. Olson                 | DFL      | 29 декабря 1976        | 4 декабря 1979       | 34 | Руди Перпич          | DFL    | президент Сената Миннесоты, вступил в должность вице-губернатора после перехода Руди Перпича на должность губернатора Миннесоты     |
| 41       | Лу Уанберг (род. 1941) англ. Lou Wangberg                  | IR       | 4 декабря 1979         | 3 января 1983        | 35 | Альберт Куай         | IR     | |
| 42       | Марлен Джонсон (род. 1946) англ. Marlene Johnson           | DFL      | 3 января 1983          | 7 января 1991        | 36 | Руди Перпич          | DFL    | |
| 43       | Джонел Дирстад (род. 1942) англ. Joanell Dyrstad           | IR       | 7 января 1991          | 3 января 1995        | 37 | Эрн Карлсон          | IR     | |
| 44       | Джоан Бенсон (род. 1943) англ. Joanne Benson               | IR       | 3 января 1995          | 4 января 1999        | 37 | Эрн Карлсон          | IR     | |
| 45       | Мэй Шанк (род. 1934) англ. Mae Schunk                      | IAP      | 4 января 1999          | 6 января 2003        | 38 | Джесси Вентура       | IAP    | |
| 46       | Кэрол Молнау (род. 1949) англ. Carol Molnau                | R        | 6 января 2003          | 3 января 2011        | 39 | Тим Поленти          | R      | |
| 47       | Ивонн Солон (род. 1946) англ. Yvonne Prettner Solon        | DFL      | 3 января 2011          | 5 января 2015        | 40 | Марк Дейтон          | DFL    | |
| 48       | Тина Смит (род. 1958)                                      | DFL      | 5 января 2015          | 2 января 2018        | 40 | Марк Дейтон          | DFL    | избрана в Сенат США |
| 49       | Мишель Фишбах (род. 1965) англ. Michelle Fischbach         | R        | 2 января 2018          | 7 января 2019        | 40 | Марк Дейтон          | DFL    | президент Сената Миннесоты, вступила в должность вице-губернатора после избрания Тины Смит сенатором США                            |
| 50       | Пегги Фланаган (род. 1979)                                 | DFL      | 7 января 2019          | в должности          | 41 | Тим Уолз             | DFL    | очередные выборы ожидаются в ноябре 2026 года, вступление избранных губернатора и вице-губернатора в должности — в январе 2027 года |